# Стадион Олимпико Атахуалпа
Стадион Олимпико Атахуалпа (шп. Estadio Olímpico Atahualpa) је вишенаменски стадион који се налази у Китоу, Еквадор. Највише се користи за фудбал и атлетику. Стадион има капацитет за 35.742 гледалаца и служи као домаћин локалним фудбалскоим клубовима и репрезентацији .

## Историјат стадиона
Изграђен 1951. године, налази се на раскрсници улица Авенида 6 де Дисиембре и Авенида Насионес Унидас, две велике улице у главном граду Еквадора. Фудбалски клубови Депортиво Кито, Ел Национал и Универсидад Католика користе објекат за своје домаће утакмице, а поред тога су и други истакнути тимови у граду у прошлости користили стадион за домаће утакмице. Стадион је добио име по императору Инка Атахуалпи. Стадион се налази на надморској висини од 2.782 m (9.127 ft). 
На овом стадиону, фудбалска репрезентација Еквадора победила је два пута Бразил, три пута Парагвај и два пута, између осталих, Аргентину, осигуравајући своје позиције за светско првенство у Кореји/Јапану 2002, Немачкој 2006. и Бразилу 2014. Током квалификација за Немачку 2006. и Бразил 2014. , Еквадор се квалификовао и остао непоражен на овом стадиону. Овај рекорд је срушио Бразил у квалификацијама за Светско првенство 2018. године након што је Бразил на стадиону победио Еквадор 3:0. Овај стадион је планиран за рушење и реновирање да би се добио већи и модернији стадион.